# Grand Prix-seizoen 1916
Het Grand Prix-seizoen 1916 werd tijdens de Eerste Wereldoorlog verreden, en bevatte hierdoor geen races in Europa en ook geen Grandes Épreuves. Het seizoen begon op 30 mei en eindigde op 18 november na drie races.

## Kalender
| Datum       | Land             | Racenaam             | Circuit      | Winnaar                     | Constructeur | Verslag |
| ----------- | ---------------- | -------------------- | ------------ | --------------------------- | ------------ | ------- |
| 30 mei      | Verenigde Staten | Indianapolis 300     | Indianapolis | Dario Resta                 | Peugeot      | verslag |
| 16 november | Verenigde Staten | Vanderbilt Cup       | Santa Monica | Dario Resta                 | Peugeot      | verslag |
| 18 november | Verenigde Staten | American Grand Prize | Santa Monica | Howdy Wilcox, Johnny Aitken | Peugeot      | verslag |

1894 · 1895 · 1896 · 1897 · 1898 · 1899 · 1900 · 1901 · 1902 · 1903 · 1904 · 1905 · 1906 · 1907 · 1908 · 1909 · 1910 · 1911 · 1912 · 1913 · 1914 · 1915 · 1916 · Eerste Wereldoorlog · 1919 · 1920 · 1921 · 1922 · 1923 · 1924 · 1925 · 1926 · 1927 · 1928 · 1929 · 1930 · 1931 · 1932 · 1933 · 1934 · 1935 · 1936 · 1937 · 1938 · 1939 · 1940-1945 (Tweede Wereldoorlog) · 1946 · 1947 · 1948 · 1949 
 Lijst van Grand Prix-wedstrijden voor 1950